# Паломар-де-Арройос
Паломар-де-Арройос (ісп. Palomar de Arroyos) — муніципалітет в Іспанії, у складі автономної спільноти Арагон, у провінції Теруель. Населення — 198 осіб (2010).
Муніципалітет розташований на відстані близько 250 км на схід від Мадрида, 55 км на північний схід від міста Теруель.

## Демографія
Динаміка населення (INE ):